# Monachochlamys
Monachochlamys là chi thực vật có hoa trong họ Acanthaceae.